# Saint-Martin-du-Mont (Côte-d’Or)
Saint-Martin-du-Mont – miejscowość i gmina we Francji, w regionie Burgundia-Franche-Comté, w departamencie Côte-d’Or.
Według danych na rok 1990 gminę zamieszkiwały 332 osoby, a gęstość zaludnienia wynosiła 9 osób/km² (wśród 2044 gmin Burgundii Saint-Martin-du-Mont plasuje się na 585. miejscu pod względem liczby ludności, natomiast pod względem powierzchni na miejscu 96.).